# Montevideo, Taste of a Dream
Montevideo, Taste of a Dream: Film 1 (Originaltitel: Montevideo, Bog te video: Film 1) ist ein serbischer Film des Regisseurs und Schauspielers Dragan Bjelogrlić aus
dem Jahr 2010. Das Drehbuch wurde von Srđan Dragojević und Ranko Božić geschrieben und basiert auf dem Buch von Vladimir Stanković, Sportjournalist, inspiriert vom Erfolg der Nationalmannschaft des Königreichs Jugoslawien (damals aus Serbischen Fußballspielern zusammengestellt) auf der Fußball-WM in Uruguay 1930.
Der Film ist eine lyrische Geschichte über die Liebe zum Sport, Geselligkeit, Beharrlichkeit und die Schaffung von großen Freundschaften und Liebe, über Schönheit und der Einfachheit des Lebens, die in kleinen Dingen zu finden sind.
Der Film hat zwei Teile (zwei Geschichten, benannt Film 1 und Film 2), und vom gedrehten Material wurde eine Fernsehserie aus neun Folgen produziert.
Der Film 1 hatte Premiere am 20. Dezember 2010 in Belgrad.
Der Film 2 befindet sich in Produktion.

## Auszeichnungen
- Zuschauerpreis  – Internationales Filmfestival Moskau
- Bester regionaler Film – MTV Movie Awards 2011

## Festivals
- Deutschlandpremiere: 11mm, 9. Internationales Fußballfilmfestival vom 9. bis 13. März 2012, Berlin
- Stuttgarter Tage des serbischen Films vom 9. bis 12. Dezember 2012, Stuttgart